# فولفغانغ تسيلر
فولفغانغ تسيلر (بالألمانية: Wolfgang Zeller)‏ هو ملحن ألماني، ولد في 12 سبتمبر 1893 في Biesenrode ‏ في ألمانيا، وتوفي في 11 يناير 1967 في برلين في ألمانيا.

## وصلات خارجية
- فولفغانغ تسيلر على موقع IMDb (الإنجليزية)
- فولفغانغ تسيلر على موقع ألو سيني (الفرنسية)
- فولفغانغ تسيلر على موقع ميوزك برينز (الإنجليزية)
- فولفغانغ تسيلر على موقع أول موفي (الإنجليزية)
- فولفغانغ تسيلر على موقع قاعدة بيانات برودواي على الإنترنت (الإنجليزية)
- فولفغانغ تسيلر على موقع قاعدة بيانات الأفلام السويدية (السويدية)
- فولفغانغ تسيلر على موقع ديسكوغز (الإنجليزية)
- فولفغانغ تسيلر على موقع قاعدة بيانات الفيلم (الإنجليزية)